# Dreifaltigkeitskirche (München)

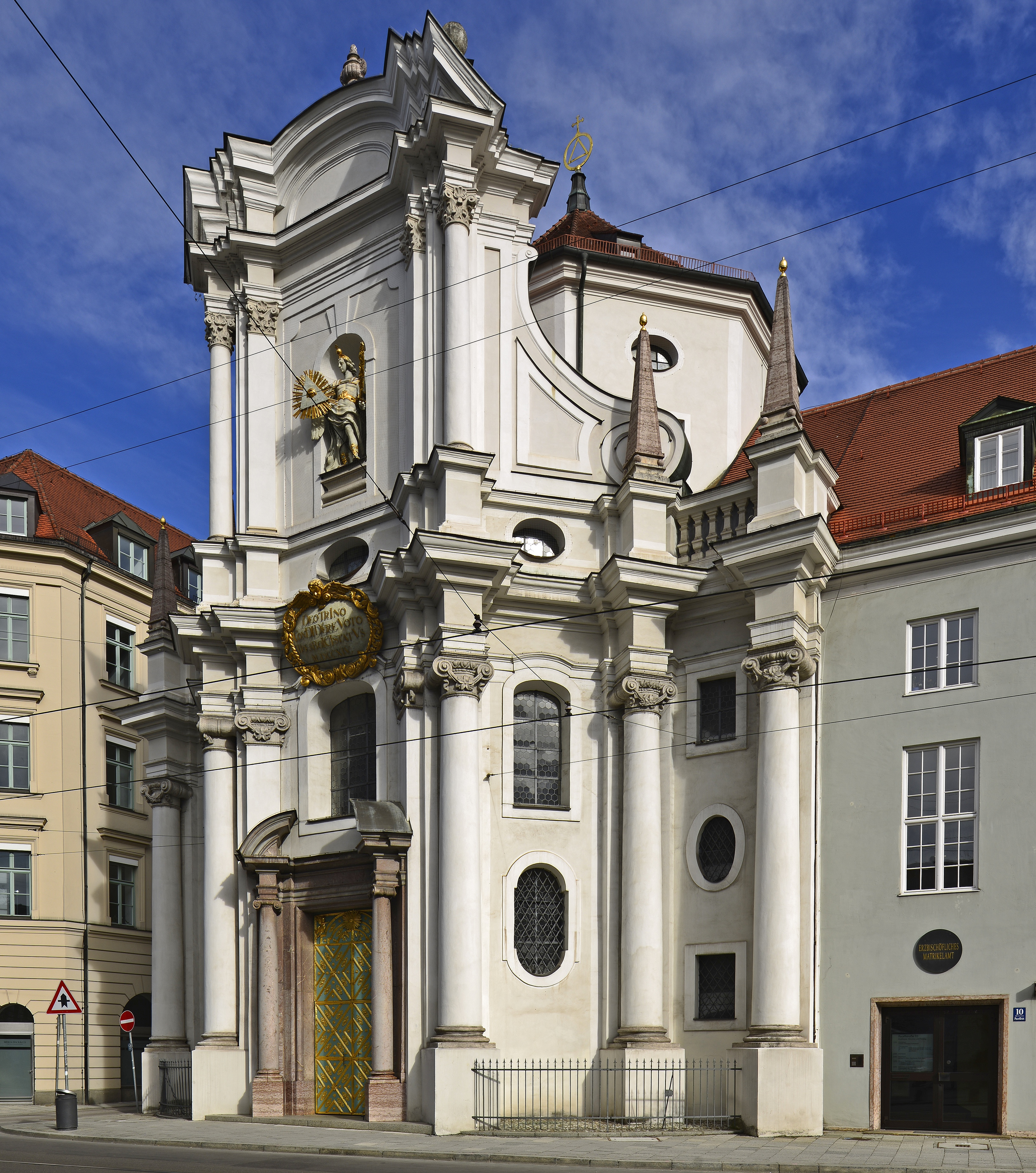
Front an der Pacellistraße

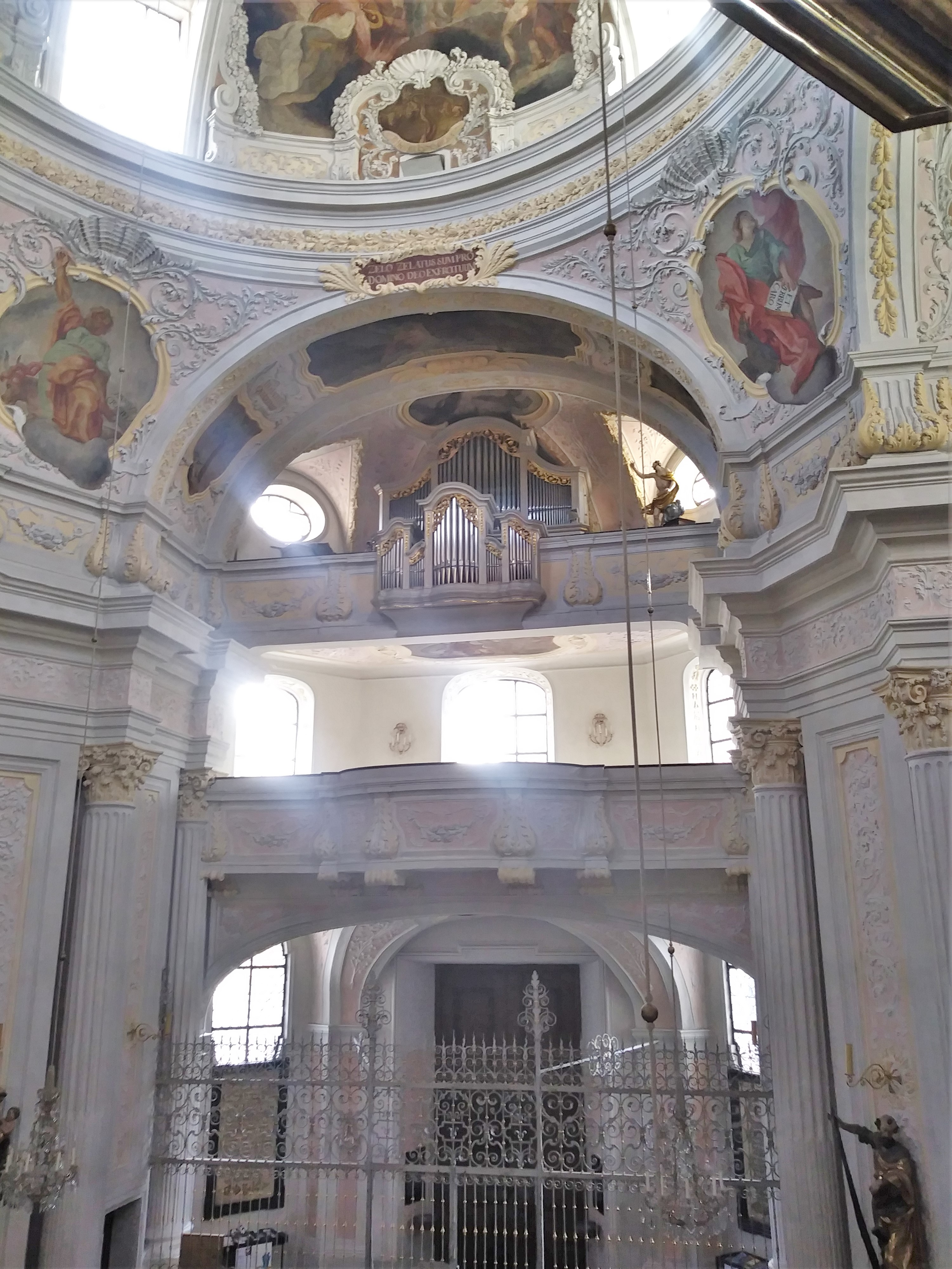
Innenraum mit Blick zur Orgel

Die katholische Dreifaltigkeitskirche ist eine Votivkirche der Münchner Stände und wurde im Stil des bayerischen Barocks nach Plänen von Giovanni Antonio Viscardi 1711 bis 1718 erbaut. Die Dreifaltigkeitskirche entstand als Klosterkirche der Karmelitinnen und ist eine Nebenkirche der Metropolitanpfarrei zu Unserer Lieben Frau. Das Patrozinium wird zum Fest der Heiligen Dreifaltigkeit (der Sonntag nach Pfingsten) begangen. Die Kirche befindet sich in der Pacellistraße in der Altstadt von München.

## Gründung
Mit dem Bau löste die Stadt ein Gelübde der bayrischen Landstände und der Bürgerschaft von München ein, das 1704 abgegeben worden war: Es war aufgrund einer Prophezeiung von Maria Anna Lindmayr gegeben worden und man hatte sich erhofft, durch den Bau im Spanischen Erbfolgekrieg von den Österreichern verschont zu bleiben. Das Stiftergremium war aber nicht Bauherr. Treibende Kraft, Verhandlungspartner von Viscardi und bis 1714 auch Geldgeber ist pikanterweise die Besatzungsmacht, die damals Bayern regierende Kaiserliche Administration.  Sieben Jahre vergingen bis zum Baubeginn. Die Deputation suchte für das neue Kirchengebäude mehrere Jahre ohne Erfolg ein städtisches Grundstück. Erst 1711 war Grundsteinlegung.
Das Patrozinium der Heiligen Dreifaltigkeit wird in der Ikonographie der Kirche durch das Auge der Vorsehung, auch Allsehendes Auge, dargestellt. Es befindet sich sowohl an der Fassade, direkt über der Tür und gehalten durch die Figur des Erzengels Michael im oberen Feld, als auch im Innenraum, als Bekrönung des Altars. 
Das der Heiligen Dreifaltigkeit geweihte Kloster der Unbeschuhten Karmelitinnen wurde 1711 durch Kaiserin Eleonore, einer Wittelsbacherin aus der Linie Pfalz-Neuburg, gegründet; es wurde 1802 im Zuge der Säkularisation in Bayern aufgelöst.

## Architektur
Die Kirche ist Münchens erstes Kirchengebäude im spätbarocken Stil. Der Zentralbau mit Kuppel und aufwändig gestalteter Eingangsfront, wurde nach Viscardis Tod ab 1713 vom Parlier Johann Georg Ettenhofer fortgeführt.
Im Grundriss ist die Dreifaltigkeitskirche ein Oktogon mit kurzen Kreuzarmen. Die doppelgeschossige Südfassade springt aus der Häuserfront hervor. Der polygonale Haupteingang wird von eingelassenen ionischen Säulen und kräftigen Barockgesimsen gegliedert. Die vordersten Säulen dieser polygonal vorstehenden Seiten ordnet Viscardi, entgegen dem klassischen Kanon des Hochbarocks, den Seiten zu und lässt diese mit einem vorspringenden Pilaster abschließen. Die schmale Fassadenmitte tritt zurück. Mit dieser Fassade führte Viscardi den Spätbarock in München ein. Die Figur des Hl. Michael in der Nische des Obergeschosses wurde von Josef Fichtl entworfen (1726).
Während des Zweiten Weltkrieges war dies die einzige Kirche der Innenstadt Münchens, die von der Zerstörung durch Bomben verschont blieb. Der Turm, der im Zweiten Weltkrieg seinen Helm verlor, befindet sich weiter nördlich im Klosterbereich. Das ehemalige Karmeliterinnenkloster, eine dreigeschossige barocke Anlage mit niedrigerem Obergeschoss, profiliertem Traufgesims und schlichten Putzfassaden, von Philipp Jakob Köglsperger nach Plänen von Frater Domenicus a S. Euphrosina (Georg Schorn) erbaut, beheimatet heute das Erzbischöfliche Ordinariat.

## Innenraum
Der Hauptraum und das Gebälk sind mit zartem Rankenstuck, die Pendentifs und der Kuppelansatz dagegen mit kräftigen weißen Stuck beziehungsweise in Gelb oder Rot dekoriert. 1716 wurde der marmorierte Hochaltar mit vergoldeten Plastiken des Bildhauers Joseph Fichtl aufgerichtet. Er zeigt als Altarblatt die Fürbitte Mariens vor der Dreifaltigkeit, gemalt von Andreas Wolff ab 1711, und von seinem Schüler Johann Degler 1717 vollendet.
Im Kirchenraum sind weitere bedeutende Werke von Cosmas Damian Asam, Joseph Ruffini, Andreas Faistenberger, Johann Baptist Straub und dem Stuckateur Johann Georg Baader zu sehen. Cosmas Damian Asam gestaltete 1714/15 das Kuppelfresko aus, das die Verehrung der Dreifaltigkeit durch die Engel, Tugenden, Apostel und Heilige darstellt. Joseph Ruffini malte das Altarblatt „Hl. Josef“ für den Josefsaltar, von Andreas Faistenberger stammen die Figuren des hl. Petrus und hl. Johannes d. T. am Josefsaltar, Johann Baptist Straub schuf den Tabernakel mit der Emmausszene im Relief und Johann Georg Baader besorgte die Stukkaturen.

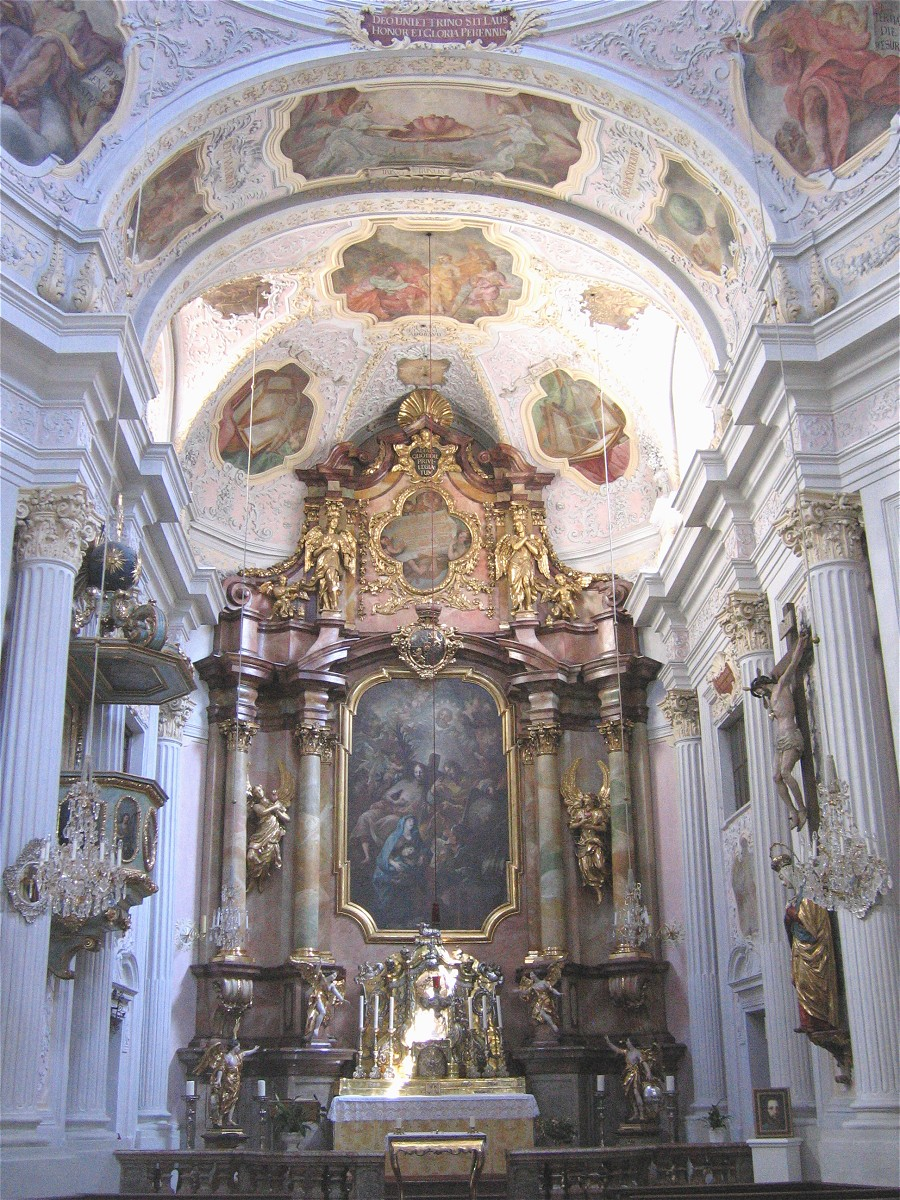
Blick zum Altar
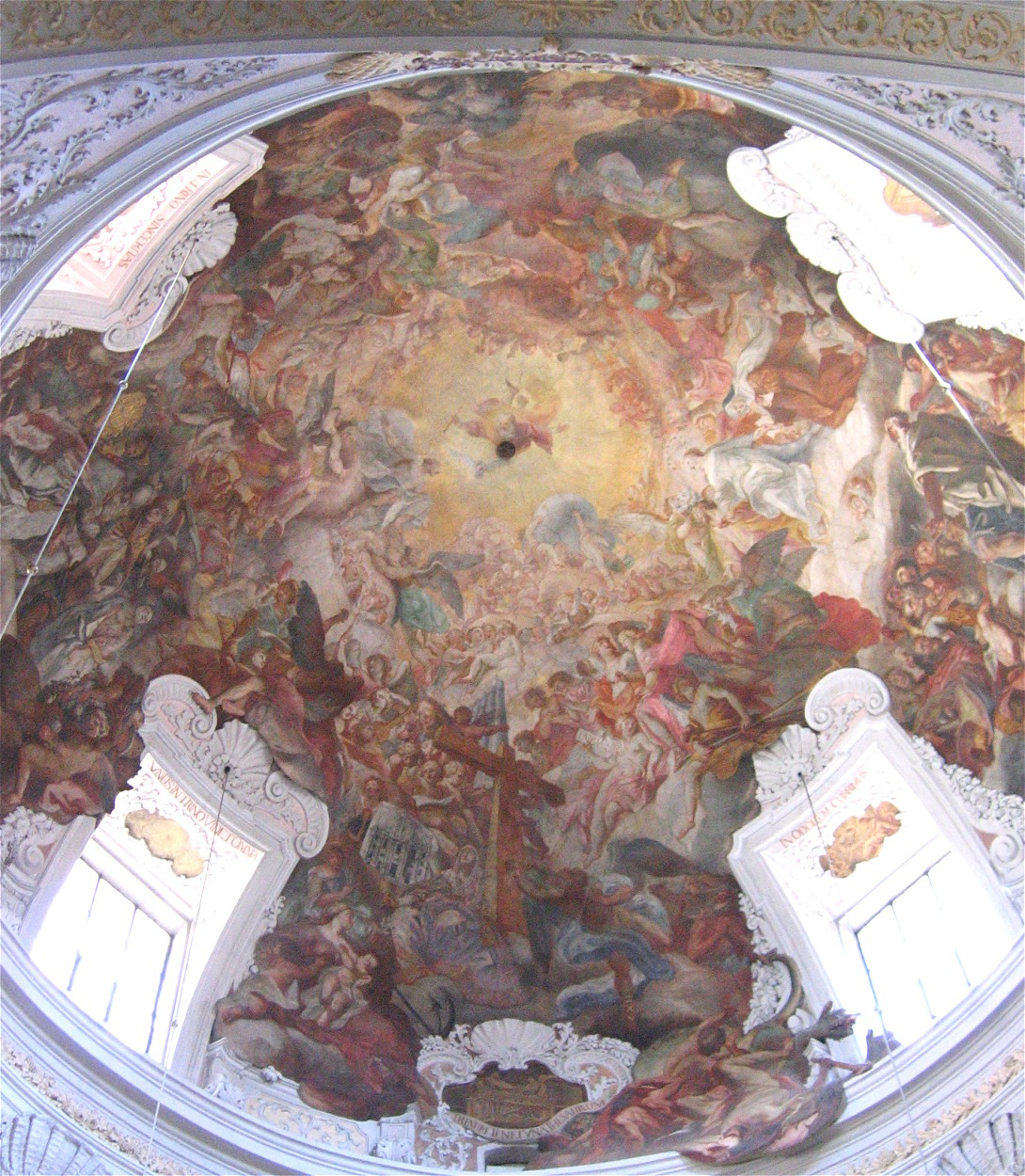
Fresko von Cosmas Damian Asam
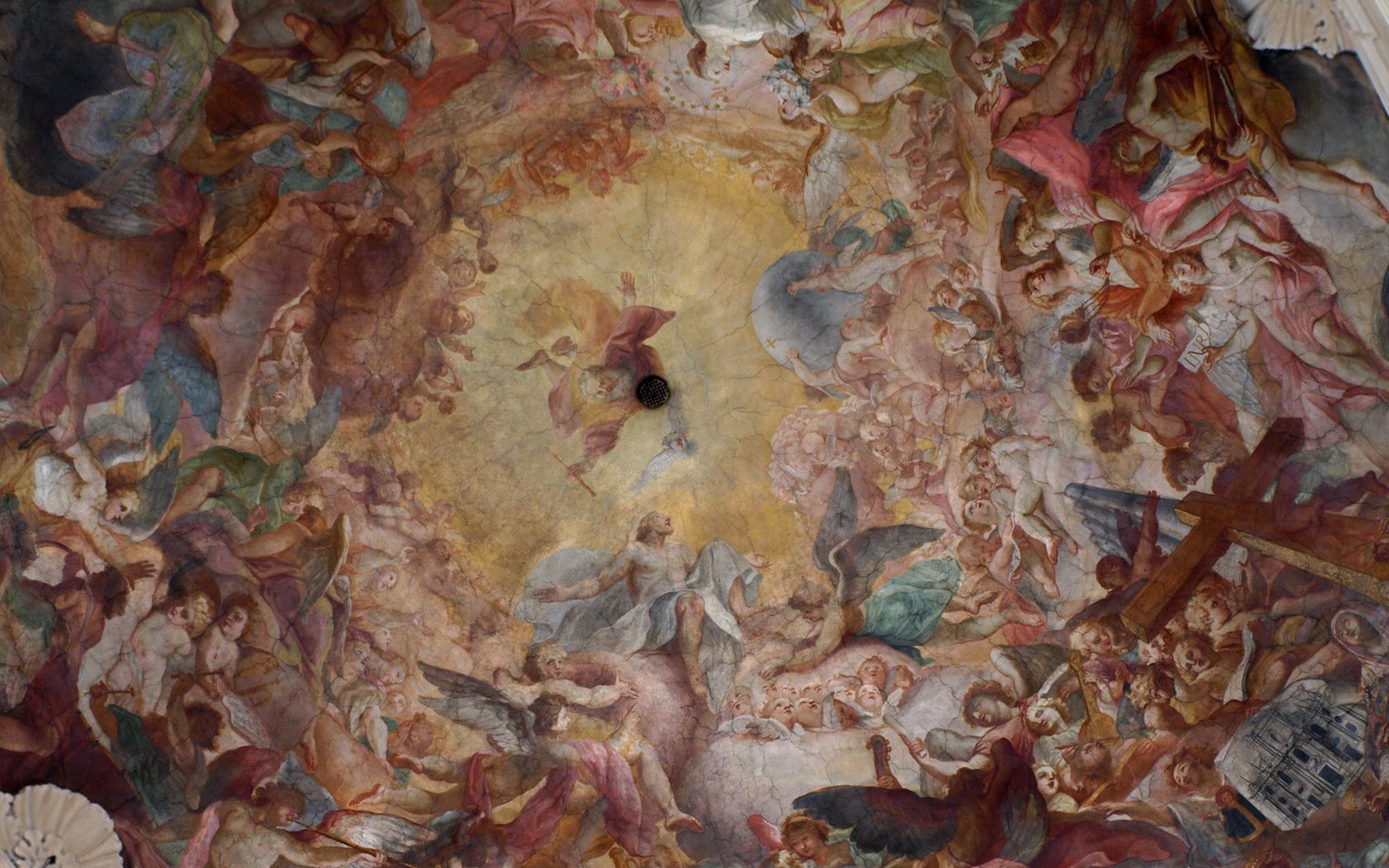
Ausschnitt aus dem Fresko

## Orgel

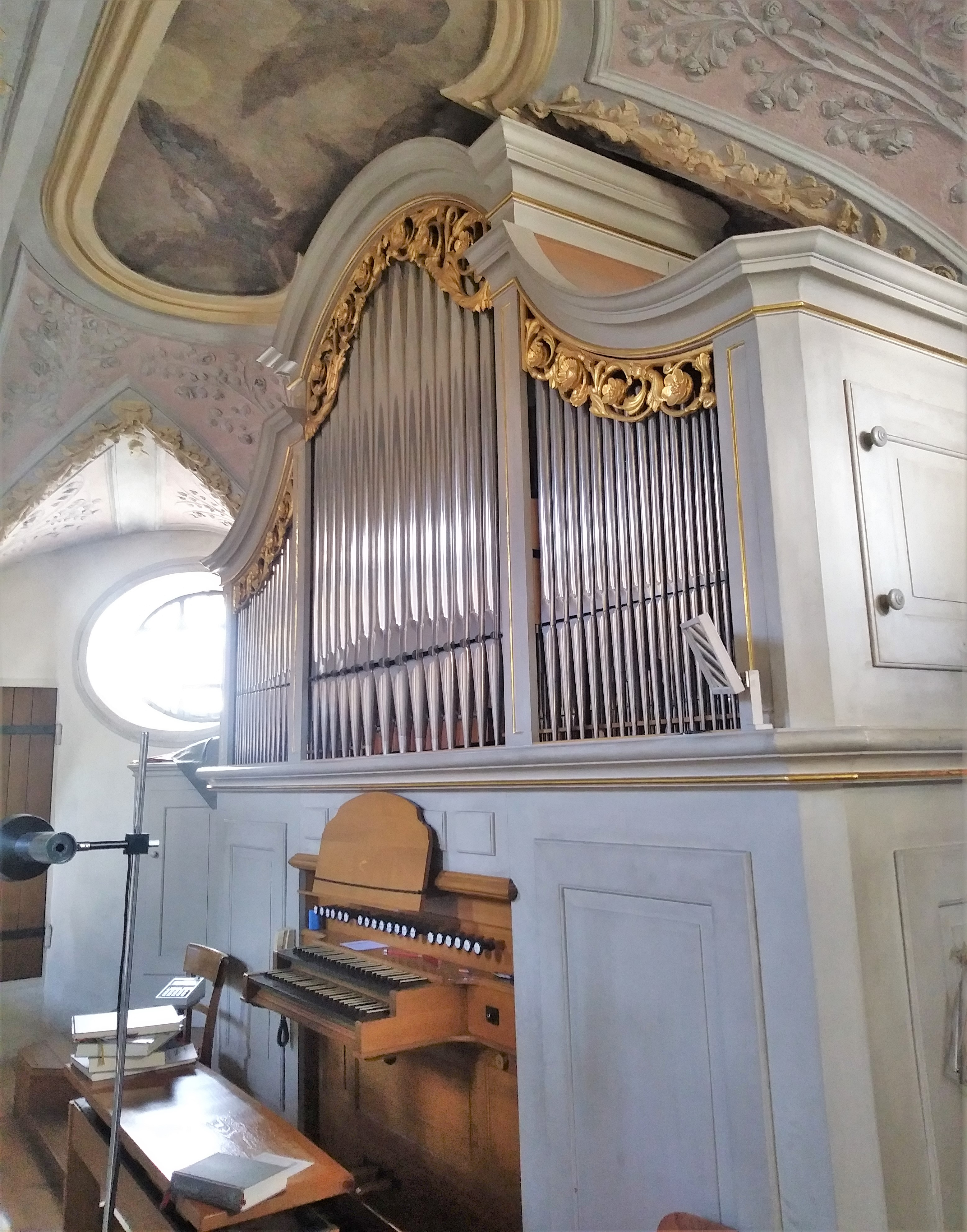
Winterhalter-Orgel

Die Orgel wurde 1985 von Claudius Winterhalter erbaut. Sie ersetzte die Moser-Orgel von 1925. Sie hat 16 Register (drei Transmissionen im Pedal) auf zwei Manualen und Pedal mit mechanischen Schleifladen.
| I Rückpositiv C–g3 |                |       |
| 1.                 | Holzgedackt    | 8′    |
| 2.                 | Oktave         | 4′    |
| 3.                 | Rohrflöte      | 4′    |
| 4.                 | Sesquialter II | 2 ⁄3′ |
| 5.                 | Feldpfeife     | 2′    |
| 6.                 | Cimbe III      | 1′    |

| II Hauptwerk C–g3 |            |       |
| 7.                | Principal  | 8′    |
| 8.                | Holzflöte  | 8′    |
| 9.                | Salicional | 8′    |
| 10.               | Hohlflöte  | 4′    |
| 11.               | Principal  | 2′    |
| 12.               | Mixtur IV  | 1 ⁄3′ |
| 13.               | Cromorne   | 8′    |
|                   | Tremulant  |       |

| Pedal C–f1 |                      |     |
| 14.        | Subbaß               | 16′ |
|            | Oktavbaß (= Nr. 7)   | 08′ |
| 15.        | Rohrbaß              | 08′ |
|            | Choralbaß (= Nr. 10) | 04′ |
|            | Oktave (= Nr. 11)    | 02′ |
| 16.        | Fagott               | 16′ |

- Koppeln: I/II, I/P, II/P.